# پسران برزیل (فیلم)
پسران برزیل (انگلیسی: The Boys from Brazil) یک فیلم دلهره‌آور به کارگردانی فرانکلین جی. شافنر است که در سال ۱۹۷۸ منتشر شد.

## بازیگران
- گریگوری پک
- لارنس الیویه
- جیمز میسون
- لیلی پالمر
- استیو گوتنبرگ
- دنهلم الیوت
- رزماری هریس
- جان روبنشتاین
- ان میرا
- برونو گانتس
- مایکل گاف
- پرونلا اسکالز
- یوتا هیگن
- اسکای دو مون